# Sphingius thecatus
Espèce
Sphingius thecatus est une espèce d'araignées aranéomorphes de la famille des Liocranidae.

## Distribution
Cette espèce est endémique de l'île de Penang au Penang en Malaisie,.

## Description
Le mâle holotype mesure 3,7 mm.

## Publication originale
- Thorell, 1890 : Arachnidi di Pinang raccolti nel 1889 dai Signori L. Loria e L. Fea. Annali del Museo Civico di Storia Naturale di Genova, vol. 30, p. 269-383 (texte intégral).